# Pierre de Voisins
Pour les articles homonymes, voir Voisins.
Pierre Ier de Voisins est un membre de la Famille de Voisins qui a entre autres participé à la troisième croisade.

## Biographie
Fils de Guillaume de Voisins, il naît en 1177 et meurt en 1233. Il possède les seigneuries de Voisins-le-Bretonneux, puis de Limoux, Bram, d'Arques, Alet, Reddes, Caderonne, Couiza et Bugarach. 
En 1191, il participe à la troisième croisade. Puis en 1209, il prend part à la croisade contre les Albigeois. Il est alors un lieutenant de Simon IV de Montfort, comme Odon V-Ier de Montaut-en-Armagnac de Gramont (bien plus tard, en 1492, leurs descendants Françoise de Montaut-Gramont et Guillaume de Voisins convoleront, les Montaut de Gramont s'éteignant alors dans les Voisins). Après la chute du château de Termes, ce dernier lui confie plusieurs seigneuries dans la sénéchaussée de Carcassonne et dans le Razès. 
En 1226, il est baron d'Arques. Après la campagne, vers 1231, il reçoit d'autres seigneuries, comme celle du château de Blanchefort.

## Mariage et enfants
Il épouse Mahaut de Thury (°1184 †1236), ou Marguerite de Thurey, fille de Lambert de Thury, seigneur de Limoux. Ils eurent :
- Pierre II de Voisins (°ca.1205 †1268), sénéchal de Carcassonne.